# ナショナル・ボード・オブ・レビュー賞 (2008年)
第80回ナショナル・ボード・オブ・レビュー賞は2008年の映画を対象とした賞であり、2008年12月4日に発表され、2009年1月14日に授賞式が行われた。

## 受賞一覧
- 作品賞 - スラムドッグ$ミリオネア

トップ10（アルファベット順）
- バーン・アフター・リーディング
- チェンジリング
- ベンジャミン・バトン 数奇な人生
- ダークナイト
- ディファイアンス
- フロスト×ニクソン
- グラン・トリノ
- ミルク
- WALL・E/ウォーリー
- レスラー

- 外国語映画賞 - モンゴル  ドイツ カザフスタン モンゴル ロシア

トップ5（アルファベット順）
- そして、私たちは愛に帰る  ドイツ トルコ イタリア
- ぼくのエリ 200歳の少女  スウェーデン
- Roman De Gare  フランス
- ある秘密  フランス
- 戦場でワルツを  イスラエル

- ドキュメンタリー映画賞 - マン・オン・ワイヤー

トップ5（アルファベット順）
- アメリカン・ティーン
- The Betrayal
- ザカリーに捧ぐ Dear Zachary
- 世界の果ての出会い Encounters at the End of the World
- Roman Polanski: Wanted and Desired

- インディペンデント映画賞

（アルファベット順）
- フローズン・リバー
- ヒットマンズ・レクイエム
- ミッドナイトキスをするまでに In Search of a Midnight Kiss
- Hallam Foe
- レイチェルの結婚
- スノー・エンジェル Snow Angels
- リトル・ランボーズ
- ウェンディ&ルーシー Wendy and Lucy
- それでも恋するバルセロナ
- 扉をたたく人

- 主演男優賞 - クリント・イーストウッド （『グラン・トリノ』）
- 主演女優賞 - アン・ハサウェイ （『レイチェルの結婚』）
- 助演男優賞 - ジョシュ・ブローリン （『ミルク』）
- 助演女優賞 - ペネロペ・クルス （『それでも恋するバルセロナ』）
- アンサンブル演技賞 - 『ダウト〜あるカトリック学校で〜』
- ブレイクスルー男優賞 - デーヴ・パテール （『スラムドッグ$ミリオネア』）
- ブレイクスルー女優賞 - ヴァイオラ・デイヴィス （『ダウト〜あるカトリック学校で〜』）
- 監督賞 - デヴィッド・フィンチャー （『ベンジャミン・バトン 数奇な人生』）
- 新人監督賞 - コートニー・ハント（『フローズン・リバー』）
- 脚色賞
  - サイモン・ボーファイ （『スラムドッグ$ミリオネア』）
  - エリック・ロス （『ベンジャミン・バトン 数奇な人生』）
- 脚本賞 - ニック・シェンク（『グラン・トリノ』）
- アニメーション映画賞 - 『WALL・E/ウォーリー』
- ウィリアム・K・エヴァーソン賞 （映画史に対して） - アンドリュー・サリス、Molly Haskell
- Spotlight Award - メリッサ・レオ、リチャード・ジェンキンス
- Freedom of Expression Award (tie) - Trumbo